# 文の家都枝・七五三
文の家都枝・七五三（ふみのやとうし・しめ）は、昭和期に活躍した夫婦漫才コンビ。戦前は吉本の端席、戦中、戦後まもなくは京都の寄席や戎橋松竹で活躍、その後旧うめだ花月が開場すると出演した。
漫芸と称した小道具を使った珍芸が得意とした。

## 来歴
都枝は落語家の2代目桂文之助の弟子から2代目文の家かしく（後の3代目笑福亭福松）の弟子となる。後に妻の七五三と組む。いつごろからこのコンビで寄席に出たか不明だが1928年にすでに吉本の端席の寄席に名がある。
七五三が三味線を弾き、都枝が9代目結城孫三郎から習ったという獅子舞の舞踊、柳家三亀坊がやっていたような、厚紙に女形の顔の絵を描き、顔の部分だけ切抜きそこに自分の顔をはめ、踊ったり芝居したりする紙芝居のような珍芸が売りであった。中でも金色夜叉は得意ネタであった。
都枝は1970年に死去、七五三は引退。
兄弟子に文の家恋しく・たより、弟弟子に文の家文福、文の家速達、笑福亭福郎（後の初代森乃福郎）等がいた。

## メンバー
- 文の家 都枝（ふみのや とうし、1889年 - 1970年）本名は藤原竜之助。立ち位置は向かって左。
- 文の家 七五三（ふみのや しめ、1897年 - 没年不詳）本名は藤原（旧姓不明）りん。立ち位置は向かって右。

前名を七色会小〆といった。